# Hearst-Argyle-Sendemast
Der Hearst-Argyle Sendemast ist ein 609,6 Meter hoher Sendemast für Fernseh- und UKW-Sendungen in Walnut Grove, Kalifornien. Der Hearst-Argyle Sendemast wurde 1985 als abgespannter Stahlfachwerkmast fertiggestellt.